# Herb okręgu telszańskiego

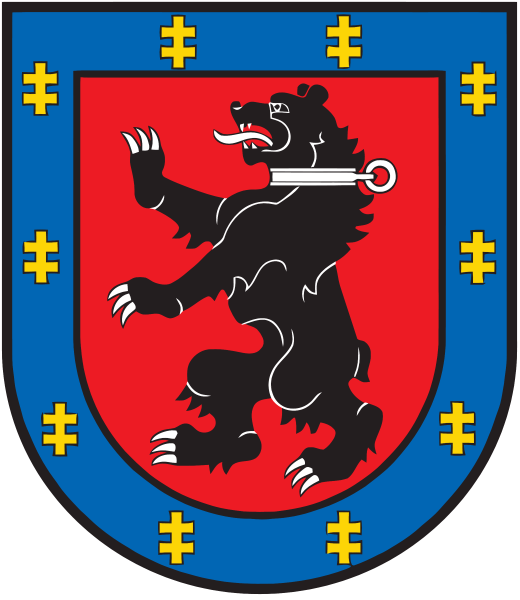
Herb okręgu telszańskiego

Herb okręgu telszańskiego przedstawia na tarczy o błękitnym skraju usianym dziesięcioma złotymi podwójnymi krzyżami jagiellońskimi, w polu czerwonym czarnego wspiętego niedźwiedzia w srebrnej obroży na szyi.
Herb został przyjęty 20 grudnia 2004 roku. Autorem herbu jest Arvydas Každailis.
Herb okręgu jest historycznym herbem Księstwa Żmudzkiego w wersji z XVI wieku.